# Moitié de polka
Moitié de polka er en fransk stumfilm fra 1908 af Georges Méliès.